# Левін Борис Якович
Борис Якович Левін (22 грудня 1906, Одеса — 24 серпня 1993, Москва) — радянський математик, фахівець в області теорії функцій.

## Життєпис
Борис Якович Левін народився 22 грудня 1906 року в Одесі. У 1932 році  закінчив Північно-Кавказький університет (Ростов-на-Дону). В 1935 - 1937 роках викладав в Одеському державному університеті. В 1936 році захистив дисертацію на здобуття наукового ступеня кандидата фізико-математичних наук.
Протягом 1937 - 1949 років  працював в Одеському інституті інженерів морського флоту: був завідувачем кафедри математики, професором. Доктор фізико-математичних наук, професор з 1939 року. У 1945 - 1947 роках завідував кафедрою  математичного аналізу Одеського педагогічного інституту імені К. Д. Ушинського. У 1949 році на запрошення Н. І. Ахієзера переїхав до Харкова, де працював в Харківському державному університеті.
У 1969 році організував відділ теорії функцій у Фізико-технічному інституті низьких температур АН УРСР, в якому працював до останніх днів (керував з моменту утворення і до 1986 року). Помер у серпні 1993 року у Москві.

## Наукові інтереси
Дослідження Б. Я. Левіна відносяться до теорії цілих функцій, функціонального аналізу, гармонійного аналізу, теорії майже періодичних і квазіаналітичних функцій. Йому належать принципові результати, що відносяться до негармонійних рядів Фур'є і до операторів, що зберігають нерівності в різних класах цілих функцій експоненціального типу. Спільно з Н.І Ахієзером їм був знайдений зв'язок екстремальних задач теорії цілих функцій з конформними відображеннями на канонічні області. Їм був введений клас операторів перетворення, що склав базу для розв'язання зворотних задач теорії розсіяння.
Борис Якович Левін став відомий після створеної ним в середині 1930-х років одночасно з Альбертом Пфлюгером теорії цілих функцій цілком регулярного зростання. Ця теорія присвячена опису надзвичайно широкого класу цілих функцій, що містить більшість цілих функцій, що зустрічаються в додатках. Для функцій цього класу залежність між поведінкою на нескінченності і розподілом нулів може бути виражена асимптотичними формулами.
У 1956 році Борис Якович опублікував свою монографію «Розподіл нулів цілих функцій», яка перекладена на німецьку й англійську мови та до теперішнього часу є настільною книгою багатьох фахівців, що працюють у різноманітних галузях математики.
У тому ж році Борис Якович організував семінар в Харківському університеті. Протягом майже 40 років це була школа для харківських математиків, що працюють в області аналізу, а також центром математичних досліджень. Борис Якович завжди пишався успіхами учасників семінару.

### Обрані праці
- О функциях, определяемых своими значениями на некотором интервале// Доклады Академии Наук  СССР. - 1950. - Т. 70, № 5. - С. 757–760.
- Распределение корней целых функций. -  М.:Гостехиздат, 1956. - 632 с.
- Nullstellenverteilung ganzer Funktionen: Math. Lehrbucher und Monographien. - Bd. XIV, Akademie -Verlag. - Berlin, 1962. - 512 s.
- Distribution о f zeros of entire functions. - Amer. Math. Soc, Providence, R . I ., 1964. - 493 p. ; Revised edition. - Amer. Math. Soc, Providence, R.I., 1980.- 523 p.
- B.Ya.Levin. Lectures on entire functions. English revised edition. - Amer. Math. Soc, Providence, RI, 1996.

## Нагороди
- Орден «Знак Пошани».
- Державна премія України в галузі науки і техніки 1992 р.

## Вшанування пам'яті
У 1997 році в Тель-Авівському університеті пройшла меморіальна конференція "Цілі функції в сучасному аналізі". [2] У вересні того ж року, Фізико-технічним інститутом низьких температур був проведений міжнародний семінар присвячений пам'яті Бориса Яковича. [3] У 2006 році в Харкові відбулася міжнародна конференція, присвячена сторіччю з дня народження Бориса Яковича Левіна. [4]